# Classe Otori
La classe Otori (鴻型水雷艇?, Ōtori-gata suiraitei) fu una classe di torpediniere della Marina imperiale giapponese, composta da otto unità entrate in servizio tra il 1936 e il 1937.
Miglioramento delle precedenti torpediniere della classe Tomozuru, le Otori furono impegnate negli anni della seconda guerra mondiale principalmente in compiti di scorta ai convogli navali, finendo decimate in attacchi aerei e di sommergibili statunitensi. Una sola unità sopravvisse fino alla conclusione delle ostilità nel 1945, venendo consegnata due anni dopo all'Unione Sovietica come riparazione per i danni di guerra ed entrando in servizio con la Voenno-morskoj flot, per poi di essere radiata e demolita nel 1957.

## Il progetto

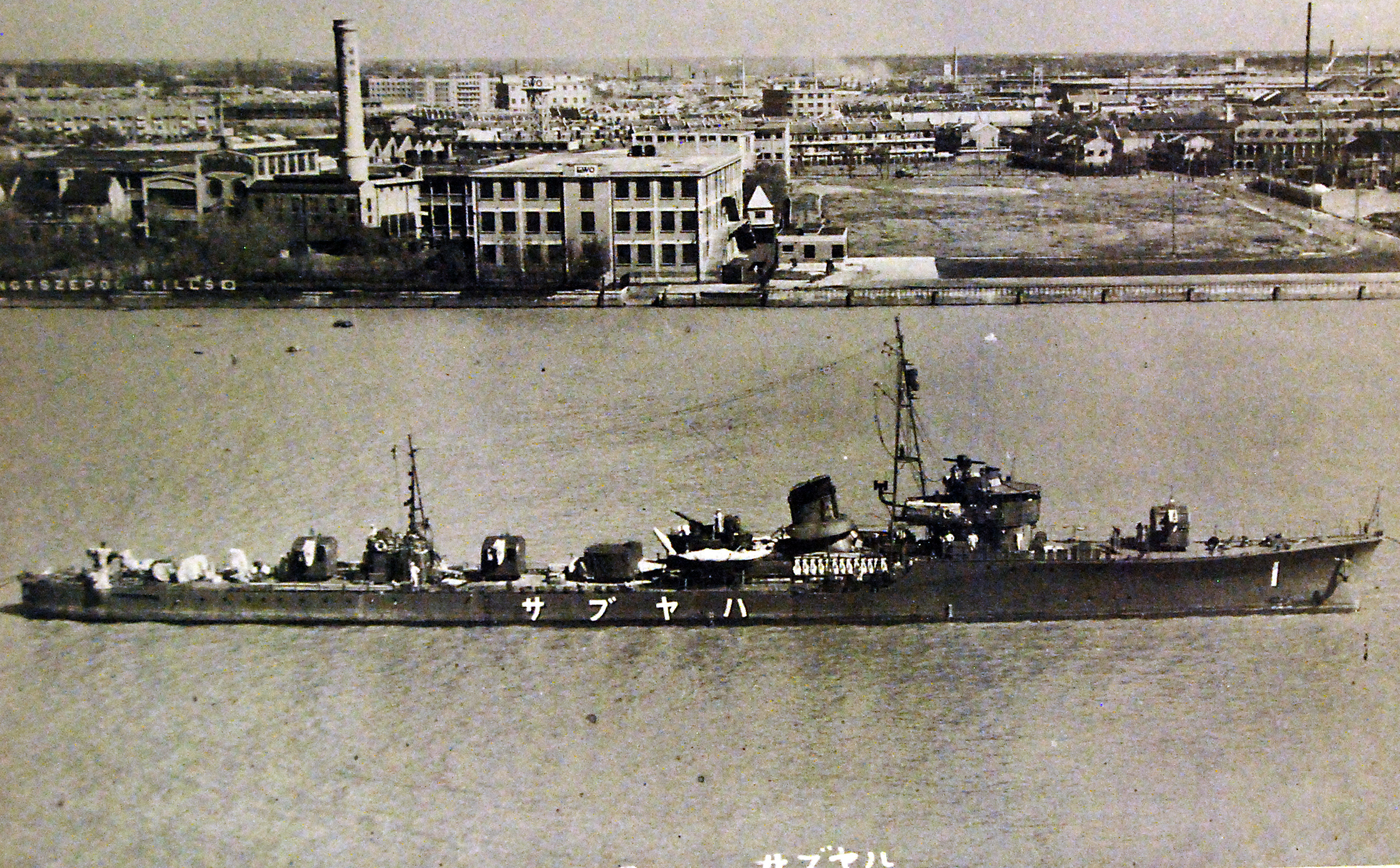
La Hayabusa fotografata nell'agosto 1937

Le unità della classe Otori furono essenzialmente un miglioramento e rivisitazione delle precedenti torpediniere della classe Tomozuru del 1933-1934: varate come cacciatorpediniere di seconda categoria, la costruzione di queste unità venne fermata dopo la realizzazione di soli quattro esemplari, visto che alla prova pratica le navi avevano messo in luce gravi problemi di stabilità nel mare mosso, causa nel 1934 del naufragio della capoclasse, rovesciatasi nel bel mezzo di una tempesta con un centinaio di vittime tra il suo equipaggio. L'incidente portò a una riprogettazione delle nuove unità da costruire per eliminare i difetti riscontrati, modificando la costruzione delle sovrastrutture e aumentando la larghezza dello scafo per incrementare la stabilità; anche dislocamento e pescaggio vennero aumentati, mentre l'armamento rimase sostanzialmente identico a quello delle precedenti Tomozuru ma con una sistemazione differente per ridurre i pesi e aumentare la stabilità, poi adottata anche sulle unità precedenti. La velocità massima risultò aumentata rispetto alle unità precedenti, frutto di un incremento del 72% della potenza dell'apparato motore.
Fu progettata la realizzazione di sedici unità della classe in due lotti da otto unità ciascuno, ma una volta completato il primo lotto la costruzione del secondo fu annullata e le risorse destinate alla realizzazione di una nuova classe di unità specificamente destinate alla lotta anti-sommergibili.

## Caratteristiche

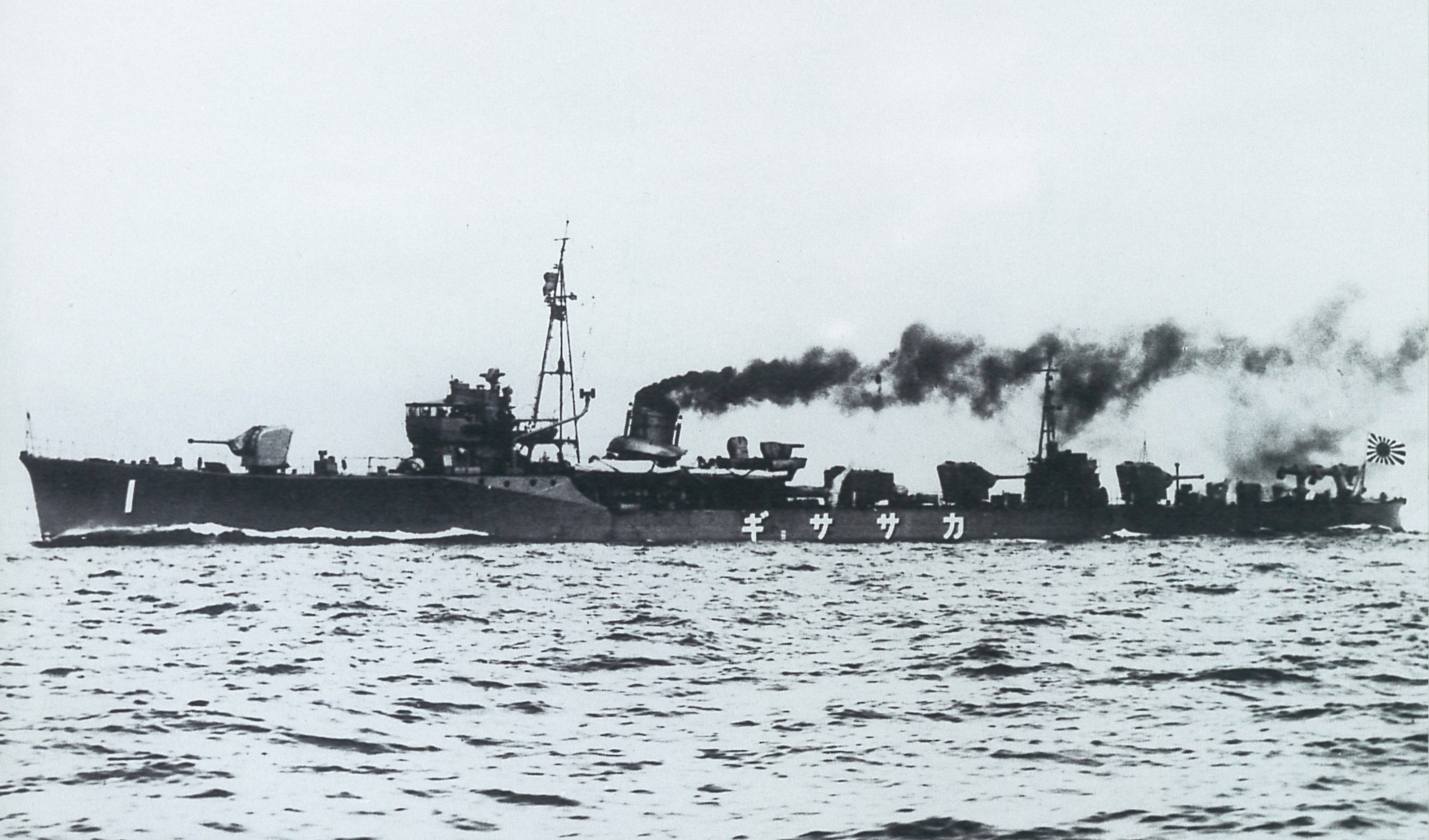
La Kasasagi in navigazione nel 1937

Lo scafo delle Otori aveva una lunghezza fuori tutto di 88,5 metri, una larghezza di 8,18 metri e un pescaggio di 2,76 metri; il dislocamento standard si aggirava sulle 840 tonnellate, salendo a 1040 tonnellate con la nave a pieno carico. Le sovrastrutture comprendevano un torrione di comando collocato su un castello di prua unitamente a un albero, seguito da una tuga su cui appoggiava un unico fumaiolo; una seconda più piccola tuga con un albero secondario era collocata più a poppa. L'equipaggio ammontava a 113 uomini tra ufficiali e marinai.
L'apparato propulsivo si basava su due gruppi di turbine a vapore della Kampon, alimentate da due caldaie; la potenza complessiva ammontava a 19 000 hp (14 000 kW). il che garantiva una velocità massima di 30,5 nodi (56,49 km/h). L'autonomia si aggirava sulle 4000 miglia alla velocità di crociera di 14 nodi (7408 km a 25,93 km/h).
L'armamento di artiglieria era identico alle Tomozuru, con tre cannoni da 120 mm Type 11 collocati in tre impianti singoli scudati (uno a prua del torrione di comando e due a poppa) e un singolo cannone da 40 mm Type 91 antiaereo collocato sulla tuga centrale; l'armamento silurante era leggermente più potente, con un impianto triplo di tubi lanciasiluri da 533 mm (invece di due tubi lanciasiluri come sulle Tomozuru). Le unità potevano imbarcare anche un armamento anti-sommergibili composto da due lanciabombe per cariche di profondità.
Le modifiche del tempo di guerra furono relativamente ridotte: le unità sbarcarono uno dei cannoni da 120 mm per fare spazio a un maggior numero di armi antiaeree, segnatamente undici mitragliere da 25 mm Type 96, mentre i lanciabombe furono portati a quattro; nel 1944 venne aggiunto anche un impianto radar.

## Unità
| Nome     | Costruttore                       | Impostazione     | Varo            | Entrata in servizio | Destino finale |
| -------- | --------------------------------- | ---------------- | --------------- | ------------------- | --- |
| Ōtori    | Arsenale navale di Maizuru        | 8 novembre 1934  | 25 aprile 1935  | 10 ottobre 1936     | Affondata da aerei statunitensi a nord-ovest di Saipan il 12 giugno 1944                                                                                                |
| Hiyodori | Cantiere navale di Ishikawajima   | 26 novembre 1934 | 25 ottobre 1935 | 20 dicembre 1936    | Affondata dal sommergibile USS Gunnel nel Mar cinese meridionale il 17 novembre 1944                                                                                    |
| Hayabusa | Cantiere navale di Yokohama       | 19 dicembre 1934 | 28 ottobre 1935 | 7 dicembre 1936     | Affondata da aerei statunitensi nel Mar di Sibuyan il 24 settembre 1944                                                                                                 |
| Kasasagi | Ōsaka Iron Works                  | 4 marzo 1935     | 18 ottobre 1935 | 15 gennaio 1937     | Affondata dal sommergibile USS Bluefish nel Mar di Flores il 26 settembre 1943                                                                                          |
| Kiji     | Mitsui Engineering & Shipbuilding | 24 ottobre 1935  | 26 gennaio 1937 | 31 luglio 1937      | Consegnata come riparazione di guerra all'Unione Sovietica a Nakhodka il 3 ottobre 1947; rinominata Vnimatel'nyy, radiata il 31 ottobre 1957 e avviata alla demolizione |
| Kari     | Cantiere navale di Yokohama       | 11 maggio 1936   | 20 gennaio 1937 | 20 settembre 1937   | Affondata dal sommergibile USS Baya nel Mare di Giava il 16 luglio 1945                                                                                                 |
| Sagi     | Cantiere navale di Harima         | 20 maggio 1936   | 30 gennaio 1937 | 31 luglio 1937      | Affondata dal sommergibile USS Gunnel a ovest di Luzon l'8 novembre 1944                                                                                                |
| Hato     | Cantiere navale di Ishikawajima   | 28 maggio 1936   | 25 gennaio 1937 | 7 agosto 1937       | Affondata in un attacco aereo a Hong Kong il 16 ottobre 1944 |